# Natação nos Jogos Pan-Americanos de 1983
A natação nos Jogos Pan-Americanos de 1983 foi realizada nos dias 17 de agosto a 22 de agosto. Foram disputadas 29 provas, 15 masculinas e 14 femininas. As provas ocorreram em Caracas, Venezuela.

## Medalhistas
Masculino
| Evento                        | Ouro                                                                     | Ouro     | Prata                                                               | Prata    | Bronze                             | Bronze   |
| ----------------------------- | ------------------------------------------------------------------------ | -------- | ------------------------------------------------------------------- | -------- | ---------------------------------- | -------- |
| 100 metros livre detalhes     | Rowdy Gaines USA Estados Unidos                                          | 50.38    | Fernando Cañales PUR Porto Rico                                     | 50.43    | Alberto Mestre VEN Venezuela       | 51.09    |
| 200 metros livre detalhes     | Bruce Hayes USA Estados Unidos                                           | 1:49.89  | Alberto Mestre VEN Venezuela                                        | 1:50.36  | Rowdy Gaines USA Estados Unidos    | 1:51.27  |
| 400 metros livre detalhes     | Bruce Hayes USA Estados Unidos                                           | 3:53.17  | Matt Cetlinski USA Estados Unidos                                   | 3:53.51  | Marcelo Jucá BRA Brasil            | 3:55.66  |
| 1500 metros livre detalhes    | Jeff Kostoff USA Estados Unidos                                          | 15:30.67 | Marcelo Jucá BRA Brasil                                             | 15:33.01 | Carlos Scanavino URU Uruguai       | 15:36.07 |
| 100 metros costas detalhes    | Rick Carey USA Estados Unidos                                            | 55.19    | Dave Bottom USA Estados Unidos                                      | 56.90    | Mike West CAN Canadá               | 57.29    |
| 200 metros costas detalhes    | Rick Carey USA Estados Unidos                                            | 1:59.34  | Ricardo Prado BRA Brasil                                            | 2:02.85  | Mike West CAN Canadá               | 2:03.11  |
| 100 metros peito detalhes     | Steve Lundquist USA Estados Unidos                                       | 1:02.28  | John Moffet USA Estados Unidos                                      | 1:02.36  | Pablo Restrepo COL Colômbia        | 1:03.89  |
| 200 metros peito detalhes     | Steve Lundquist USA Estados Unidos                                       | 2:19.31  | Pablo Restrepo COL Colômbia                                         | 2:20.21  | Doug Soltis USA Estados Unidos     | 2:20.89  |
| 100 metros borboleta detalhes | Matt Gribble USA Estados Unidos                                          | 54.25    | Pablo Morales USA Estados Unidos                                    | 54.62    | Rafael Vidal VEN Venezuela         | 54.72    |
| 200 metros borboleta detalhes | Craig Beardsley USA Estados Unidos                                       | 1:58.85  | Ricardo Prado BRA Brasil                                            | 1:59.00  | Rafael Vidal VEN Venezuela         | 1:59.17  |
| 200 metros medley detalhes    | Ricardo Prado BRA Brasil                                                 | 2:04.51  | Bill Barrett USA Estados Unidos                                     | 2:04.91  | Steve Lundquist USA Estados Unidos | 2:06.37  |
| 400 metros medley detalhes    | Ricardo Prado BRA Brasil                                                 | 4:21.43  | Jeff Kostoff USA Estados Unidos                                     | 4:27.99  | Michael O'Brien USA Estados Unidos | 4:30.45  |
| 4x100 metros detalhes         | Robin Leamy Matt Gribble Chris Cavanaugh Rowdy Gaines USA Estados Unidos | 3:21.41  | Cyro Delgado Djan Madruga Jorge Fernandes Ronald Menezes BRA Brasil | 3:27.59  | - VEN Venezuela                    | 3:29.06  |
| 4x200 metros detalhes         | David Larson Richard Saeger Bruce Hayes Rowdy Gaines USA Estados Unidos  | 7:23.63  | Cyro Delgado Djan Madruga Jorge Fernandes Marcelo Jucá BRA Brasil   | 7:32.78  | - CAN Canadá                       | 7:33.82  |
| 4x100 metros medley detalhes  | Rick Carey Steve Lundquist Matt Gribble Rowdy Gaines USA Estados Unidos  | 3:40.42  | - CAN Canadá                                                        | 3:48.10  | - VEN Venezuela                    | 3:50.52  |

Feminino
| Evento                        | Ouro                                                                          | Ouro    | Prata                                 | Prata   | Bronze                             | Bronze  |
| ----------------------------- | ----------------------------------------------------------------------------- | ------- | ------------------------------------- | ------- | ---------------------------------- | ------- |
| 100 metros livre detalhes     | Carrie Steinseifer USA Estados Unidos                                         | 56.92   | Jane Kerr CAN Canadá                  | 57.51   | Jenny Thompson CAN Canadá          | 57.76   |
| 200 metros livre detalhes     | Cynthia Woodhead USA Estados Unidos                                           | 2:01.33 | Mary Wayte USA Estados Unidos         | 2:02.21 | Julie Daigneault CAN Canadá        | 2:02.36 |
| 400 metros livre detalhes     | Tiffany Cohen USA Estados Unidos                                              | 4:12.27 | Cynthia Woodhead USA Estados Unidos   | 4:14.07 | Julie Daigneault CAN Canadá        | 4:19.91 |
| 800 metros livre detalhes     | Tiffany Cohen USA Estados Unidos                                              | 8:35.42 | Marybeth Linzmeier USA Estados Unidos | 8:41.26 | Julie Daigneault CAN Canadá        | 8:59.82 |
| 100 metros costas detalhes    | Sue Walsh USA Estados Unidos                                                  | 1:02.48 | Joan Pennington USA Estados Unidos    | 1:03.63 | Barbara McBain CAN Canadá          | 1:05.38 |
| 200 metros costas detalhes    | Amy Wayte USA Estados Unidos                                                  | 2:15.66 | Sue Walsh USA Estados Unidos          | 2:15.94 | Barbara McBain CAN Canadá          | 2:18.93 |
| 100 metros peito detalhes     | Anne Ottenbrite CAN Canadá                                                    | 1:10.63 | Kathy Bald CAN Canadá                 | 1:11.98 | Kim Rhodenbaugh USA Estados Unidos | 1:12.19 |
| 200 metros peito detalhes     | Kathy Bald CAN Canadá                                                         | 2:35.53 | Susan Rapp USA Estados Unidos         | 2:37.91 | Kim Rhodenbaugh USA Estados Unidos | 2:39.03 |
| 100 metros borboleta detalhes | Laurie Lehner USA Estados Unidos                                              | 1:01.14 | Michelle MacPherson CAN Canadá        | 1:01.63 | Patty King USA Estados Unidos      | 1:01.96 |
| 200 metros borboleta detalhes | Mary T. Meagher USA Estados Unidos                                            | 2:10.06 | Tracy Caulkins USA Estados Unidos     | 2:14.15 | Marie Moore CAN Canadá             | 2:14.51 |
| 200 metros medley detalhes    | Tracy Caulkins USA Estados Unidos                                             | 2:16.22 | Michelle MacPherson CAN Canadá        | 2:18.22 | Susan Rapp USA Estados Unidos      | 2:18.76 |
| 400 metros medley detalhes    | Tracy Caulkins USA Estados Unidos                                             | 4:51.82 | Polly Winde USA Estados Unidos        | 4:54.11 | Michelle MacPherson CAN Canadá     | 4:54.86 |
| 4x100 metros detalhes         | Jill Sterkel Dara Torres Mary Wayte Carrie Steinseifer USA Estados Unidos     | 3:46.46 | Pamela Rai - CAN Canadá               | 3:49.49 | - MEX México                       | 4:00.43 |
| 4x100 metros medley detalhes  | Sue Walsh Kim Rhodenbaugh Laurie Lehner Carrie Steinseifer USA Estados Unidos | 4:12.99 | - CAN Canadá                          | 4:13.84 | - MEX México                       | 4:30.72 |

## Quadro de medalhas
| Ordem | País               | Medalha de ouro | Medalha de prata | Medalha de bronze |    |
| ----- | ------------------ | --------------- | ---------------- | ----------------- | -- |
| 1     | USA Estados Unidos | 25              | 14               | 8                 | 47 |
| 2     | CAN Canadá         | 2               | 7                | 10                | 19 |
| 3     | BRA Brasil         | 2               | 5                | 1                 | 8  |
| 4     | VEN Venezuela      |                 | 1                | 6                 | 7  |
| 5     | COL Colômbia       |                 | 1                | 1                 | 2  |
| 6     | PUR Porto Rico     |                 | 1                |                   | 1  |
| 7     | MEX México         |                 |                  | 2                 | 2  |
| 8     | URU Uruguai        |                 |                  | 1                 | 1  |
| TOTAL | TOTAL              | 29              | 29               | 29                | 87 |